# IC 1826
IC 1826 est une galaxie lenticulaire située dans la constellation du Fourneau à environ 65 millions d'années-lumière de la Voie lactée. Elle a été découverte par l'astronome américain DeLisle Stewart en 1897. Cette galaxie a aussi été observée par l'astronome américain DeLisle Stewart en 1901 et elle a été inscrite à l'Index Catalogue sous la cote IC 1830.
IC 1826 présente une large raie HI et elle renferme des régions d'hydrogène ionisé.
Des mesures non basées sur le décalage vers le rouge (redshift) donnent une distance de 38,814 ± 14,662 Mpc (∼127 millions d'al), ce qui est à l'extérieur des distances calculées en employant la valeur du décalage. 

## Groupe de NGC 1097
IC 1826 fait partie d'un groupe de galaxies d'au moins 5 membres, le groupe de NGC 1097. Outre IC 1826 et NGC 1097, les trois autres galaxies du groupe sont NGC 1079, NGC 1097A (PGC 10479) et ESO 416-32 (aussi désignée comme étant NGC 1097B). Le site « Un Atlas de l'Univers » mentionne également l'existence de ce groupe, mais en indiquant que les galaxies NGC 1079, NGC 1097 et IC 1826.